# Lotto (wielerploeg)/1989
Deze pagina geeft een overzicht van de Lotto-wielerploeg in 1989.

## Algemene gegevens
Sponsors: Belgische Nationale Loterij
Ploegleiders: Jean-Luc Vandenbroucke, Jef Braeckevelt
Fietsmerk: Vitus

## Renners
| Naam                    | Geboortedatum | Nationaliteit | Ploeg 1988                 |
| ----------------------- | ------------- | ------------- | -------------------------- |
| Wim Arras               | 07-02-1964    | België        | PDM-Concorde               |
| Peter De Clercq         | 02-07-1966    | België        |                            |
| Dirk Demol              | 04-11-1959    | België        | ADR-Mini-Flat-Enerday      |
| Patrick Deneut          | 30-01-1960    | België        |                            |
| Frank Francken          | 22-05-1964    | België        | Neoprof                    |
| André Lurquin           | 27-08-1961    | België        |                            |
| Rik Mannaerts           | 06-05-1964    | België        |                            |
| Sammie Moreels          | 27-11-1965    | België        | Neoprof                    |
| Hendrik Redant          | 01-11-1962    | België        | Isoglass-EVS-Robland-Galli |
| Peter Roes              | 04-05-1964    | België        |                            |
| Guido Van Calster       | 06-02-1952    | België        | KAS-Canal 10               |
| Frank Van De Vijver     | 12-11-1962    | België        |                            |
| Frank Van Den Abeele    | 03-01-1966    | België        | ADR-Mini-Flat-Enerday      |
| Willem Van Eynde        | 24-07-1960    | België        |                            |
| Benjamin Van Itterbeeck | 16-04-1964    | België        |                            |
| Koen Vekemans           | 18-11-1966    | België        |                            |
| Rudy Verdonck           | 07-08-1965    | België        |                            |
| Patrick Verschueren     | 12-09-1962    | België        | Roland                     |
| Ludwig Willems          | 07-12-1966    | België        |                            |

## Belangrijke overwinningen
| Ster van Bessèges 2e etappe: Wim Arras Ronde van de Middellandse Zee 1e etappe: Peter De Clercq Le Samyn Hendrik Redant Tour d'Armorique 2e etappe: Wim Arras | Brussel-Ingooigem Hendrik Redant Ronde van de Europese Gemeenschap 1e etappe: Peter De Clercq 4e etappe: Benjamin Van Itterbeeck Nationale Sluitingsprijs Benjamin Van Itterbeeck GP van Isbergues Sammie Moreels |

1985 · 1986 · 1987 · 1988 · 1989 · 1990 · 1991 · 1992 · 1993 · 1994 · 1995 · 1996 · 1997 · 1998 · 1999 · 2000 · 2001 · 2002 · 2003 · 2004 · 2005 · 2006 · 2007 · 2008 · 2009 · 2010 · 2011 · 2012 · 2013 · 2014 · 2015 · 2016 · 2017 · 2018 · 2019 · 2020 · 2021 · 2022 · 2023 · 2024 · 2025